# 인지적 유연성
인지적 유연성
인지 유연성은 개인의 수명 동안 다양하다.또한 강박장애와 같은 특정 조건은 인지 유연성의 감소와 관련이 있다. 인지 유연성은 학습의 필수 요소이기 때문에, 이 영역의 결핍은 다른 의미를 가질 수 있다.
인지 유연성의 연구에 대한 두 가지 일반적인 접근방식은 작업 전환에 대한 무의식적 능력과 인지 전환의 의식적 능력에 초점을 맞춘다. 인지 유연성을 측정하는 방법에는 A-not-B 평가, 차원 변경 카드 분류 평가, 다중 분류 카드 정렬 평가, 위스콘신 카드 정렬 평가, 스트룹 평가가 있다. 기능자기공명영상(fMRI) 연구는 특정 뇌 부위가 인지적 유연성 작업에 참여할 때 활성화된다는 것을 보여주었다. 이러한 영역에는 전전두피질(PFC), 기저신경절개, 전두엽피질(ACC), 후두엽피질(PPC)이 포함된다. 다양한 연령대와 특정 결손을 가진 사람들을 대상으로 수행된 연구는 인지 유연성이 어떻게 발달하고 뇌 내에서 어떻게 변화하는지 추가로 알려준다.

## 정의
인지적 유연성은 다양한 관점에서 볼 수 있다. 인지 유연성에 대한 종합 연구 정의는 생각의 전환이다. 그것이 구체적으로 규칙의 전환에 기초하는지 아니면 이전 신념이나 생각을 새로운 상황으로 전환할 필요성에 기초하는지 여부이다. 더욱이, 이것은 한 번에 여러 가지 생각의 측면을 동시에 고려하는 것을 의미한다. 그것들이 특정 사물의 두 가지 측면인지 아니면 복잡한 상황의 많은 측면인지를 말이다. 인지 유연성의 다른 용어와 구성 요소에는 정신적 유연성, 정신적 세트 이동, 인지 이동, 작업 전환/전환, 주의 전환/전환이 포함된다.
인지 유연성은 개인의 수명 동안 다양하다. 연구원들은 인지적 유연성을 일반적으로 규칙이나 요구의 변화에 대응하여 서로 다른 작업이나 작업 간에 생각과 관심을 전환하거나 전환하는 능력으로 좀 더 구체적으로 설명하였다. 예를 들어, 특정 규칙에 따라 카드를 정렬할 때, 어린이가 개체의 색에 따른 정렬 카드에서 카드의 개체 유형에 따른 정렬로 성공적으로 전환할 수 있다면 인지적으로 유연한 것으로 간주된다.
인지적 유연성은 습관화된 반응이나 사고를 극복하고 새로운 상황에 적응하는 능력뿐만 아니라 옛날 상황에서 새로운 상황으로 자신의 생각을 조정하는 능력으로 더 폭넓게 묘사되어 왔다. 따라서, 이전에 고수했던 신념이나 습관을 극복할 수 있다면, 인지적으로 유연한 것으로 간주될 것이다. 마지막으로, 한 시점에 물체, 생각 또는 상황의 두 가지 측면을 동시에 고려하는 능력은 인지 유연성을 의미한다. 이 정의에 따르면, 특정 규칙에 따라 카드를 정렬할 때, 아이들은 객체의 색과 객체의 종류에 따라 카드를 동시에 정렬할 수 있다면 인지적으로 유연한 것으로 간주된다. 마찬가지로, 인지 유연성은 주어진 상황에서 모든 가능한 옵션과 대안을 동시에 이해하고 인식하는 것으로 정의된다.

## 유발 요인
정의의 특수성과 상관없이, 연구원들은 일반적으로 인지 유연성이 사람의 생각을 통제할 수 있는 능력을 포함하는 실행 기능, 고차 인지의 구성요소라는 것에 동의했다. 실행 기능에는 억제, 기억력, 정서적 안정, 계획 및 조직을 포함한 인식의 다른 측면이 포함된다. 인지 유연성은 억제, 계획 및 작업 기억력을 포함한 여러 가지 능력과 밀접한 관련이 있다. 따라서 개인이 자극의 측면을 억제하여 더 중요한 측면에 초점을 맞출 수 있을 때(즉, 물체의 색상을 억제하여 물체에 초점을 맞출 수 있을 때) 인지적으로도 유연하다. 이러한 점에서 이들은 특정 메모리 전략을 계획하고, 구성하고, 사용하는 데 더 능숙하다.
연구자들은 인지적 유연성 또한 원래 심리학자인 장 피아제(Jean Piaget)에 의해 기술된 바와 같이 다중 분류의 구성요소라고 주장해왔다. 다중 분류 과제에서, 참가자(주로 이미 발달했거나 이 기술을 개발하고 있는 어린이)는 한 번에 여러 가지 다른 방식으로 객체를 분류해야 하며, 따라서 개체에 대해 유연하게 생각해야 한다.마찬가지로, 인지적으로 유연해지기 위해서는 집중력을 극복해야 한다. 이것은 어린 아이들이 물체나 상황의 한 측면에만 집중하는 경향이다. 예를 들어, 어린이가 어릴 때 한 가지 사물(물체 색상)에만 집중할 수 있고 두 가지 측면(색상과 물체 종류 모두)에 모두 집중할 수 없다. 따라서, 한 개인이 그들의 사고방식에 집중한다면, 그들은 인지적으로 더 경직될 것이다.
연구는 인지 유연성이 유체 지능, 독해력, 그리고 독해력과 같은 다른 인지 능력과 관련이 있다고 제시했다. 유체 지능은 새로운 상황에서 문제를 해결하는 능력으로 설명되며, 유체 추론 능력을 가능하게 한다. 한 사람이 유동적으로 추론할 수 있을 때, 그들은 인지적으로 더 유연해질 가능성이 있다. 게다가, 인지적으로 유연할 수 있는 사람들은 소리와 의미 사이를 바꾸거나 동시에 생각할 수 있는 능력을 가지고 있는 것으로 나타났고, 이것은 그들의 독해력과 이해를 증가시킨다. 인지적 유연성은 또한 특정 상황에서 대처하는 능력과 관련이 있는 것으로 나타났다. 예를 들어, 개인들이 그들의 생각을 상황으로부터 상황으로 더 잘 전환할 수 있을 때, 그들은 이러한 상황에서 스트레스 요인에 덜 집중할 것이다.
일반적으로, 이 분야의 연구원들은 3세에서 5세 사이의 인지 유연성의 발달에 초점을 맞춘다. 그러나 인지 유연성은 모든 연령과 상황에서 연구할 수 있는 광범위한 개념으로 나타났다. 따라서, 연구는 단순한 과제에서 더 복잡한 과제까지, 유아기에서 성인기까지 이르는 발달 연속체가 존재한다고 제안한다.

## 측정과 평가
다양한 평가는 다양한 연령에서 다양한 수준의 인지 유연성을 구별하는 데 적합하다. 아래는 발달적으로 적절한 나이 순서로 인지 유연성을 평가하는 데 사용되는 일반적인 테스트이다.

### A-not-B-평가
A-not-B 평가에서 하위 항목은 A 위치에 숨겨져 있는 개체로 표시된 다음 A 위치에서 개체를 검색하라는 메시지가 표시된다. 이 활동은 A 위치에서 숨겨진 개체를 사용하여 여러 번 반복된다. 그런 다음 위급한 재판에서 어린이가 지켜보는 동안 쉽게 접근할 수 있는 두 번째 위치인 위치 B에 물체가 숨겨진다. 연구자들은 A-not-B 과제가 유아기 동안 인지 유연성을 효과적으로 측정하는 간단한 과제라는 데 동의했다.

### 차원 변경 카드 분류 평가

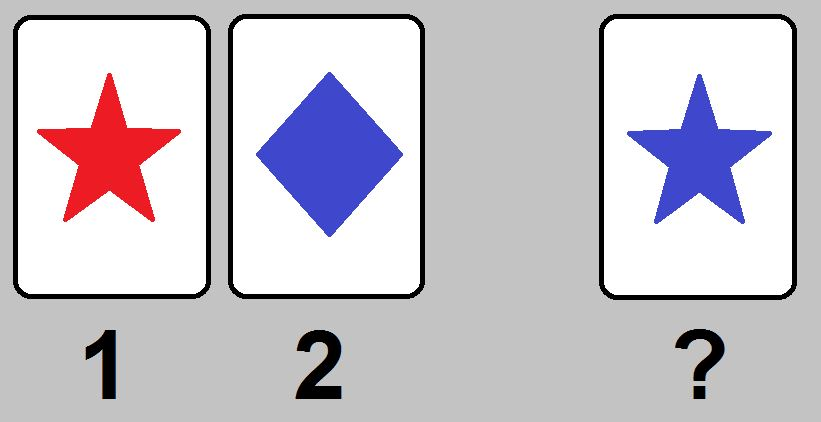
차원 카드 분류 평가 방식

DCCS(Dimensional Change Card Sorting Task)에서 아동은 처음에 1차원(색상 등)으로 카드를 정렬하도록 요청받으며, 이후 두 번째 차원(예: 모양)에 따라 카드를 정렬하도록 전략을 변경해야 한다. 일반적으로 3세 아동은 1차원에 따라 카드를 정렬할 수 있지만, 2차원에 따라 카드를 정렬할 수는 없다. 그러나 5세 아동은 1차원을 기준으로 카드를 분류할 수 있고, 그 다음 2차원의 분류 카드로 전환할 수 있다.

### 다중 분류 카드 정렬 평가
Multiple Classification Card Sorting Task(다중 분류 카드 분류 작업)에서 어린이들에게 카드를 보여주고 두 가지 다른 치수(예: 노란색과 파란색, 동물과 식품과 같은 물체 유형)를 기준으로 매트릭스 내의 4개 더미(예: 노란색 동물, 노란색 식품, 파란색 동물 및 파란색 식품)로 동시에 정렬하도록 요청한다. 연구 결과 7세 아동은 이 두 차원에 따라 동시에 카드를 분류할 수 없는 것으로 나타나 이 과제가 더 어려워 보인다. 이 아이들은 두 차원에 각각 초점을 맞췄지만, 11살에 아이들은 이 두 차원에 따라 카드를 동시에 분류할 수 있었다. 이것은 7세에서 11세 사이의 인지 유연성의 증가를 보여준다.

### 위스콘신 카드 정렬 평가
위스콘신 카드 분류 테스트(WCST)는 추상적 추론 능력과 필요할 때 문제 해결 전략을 변경할 수 있는 능력을 결정하기 위해 사용된다.
이 테스트에서는 참가자들에게 여러 개의 카드를 제시한다. 카드의 숫자는 색상, 수량 및 모양에 따라 다르다. 참가자들은 카드를 맞춰야 하지만 어떻게 맞춰야 하는지는 알려주지 않는다. 그러나 그들은 특정한 시합이 맞았는지 틀렸는지 말해준다. 일치 규칙을 전환하는 기능이 측정된다. 일반적으로, 9세에서 11세 사이의 어린이들은 이 테스트에 필요한것 인지 유연성을 보여준다.

### 스트룹 평가
Stroop 테스트는 색상 단어 명명 테스트라고도 한다. 이 측정에서, 데크에는 세 가지 종류의 카드가 있다. 컬러 카드에는 다양한 색상의 패치가 표시되는데, 참가자들은 이를 최대한 빨리 식별해야 한다. 단어 카드에는 흑백 잉크로 인쇄된 색깔의 이름이 표시되는데, 참가자들은 가능한 한 빨리 다시 이름을 물어야 한다. 최종 카드 유형은 "컬러 워드 카드"로, 상충되는 색상의 잉크로 인쇄된 색상의 이름을 표시하고(예: 빨간색 단어는 노란색으로 인쇄), 참가자는 상충되는 색 이름을 무시하고 잉크 색상의 이름을 지정해야 한다. 각 카드의 기본 점수는 참가자가 구두로 응답하는 데 걸리는 총 시간(초)이다. 일반적으로 단어의 색상 이름을 지정하는 작업은 잉크 색상이 색상 이름과 일치하지 않을 경우 시간이 더 오래 걸리고 오류가 더 많이 발생한다. 이 상황에서 어른들은 어린이들보다 반응하는 데 시간이 더 오래 걸리는 경향이 있다. 어른들은 단어의 실제 색에 더 민감하기 때문에 상충되는 색 단어를 프린트할 때 그것에 영향을 받을 가능성이 더 높기 때문이다.

## 신경적 기초
인지 유연성의 기초가 되는 메커니즘에 대한 이해는 최신 연구의 주제이다. 그것은 많은 방법으로 자신을 인스턴스화하는 분산 뇌 기능의 이해하기 어려운 속성으로 남아있다. 기능자기공명영상(fMRI)을 이용한 인간 연구와 광유전학을 이용한 동물 연구는 인지적 유연성이 전전두피질(PFC), 전두엽피질(ACC), 후두엽피질(PPC), 기저신경, 시마무스를 포함한 뇌의 다양한 개별 영역에 의존하는 것으로 나타났다.
유연한 사고에는 억제, 주의, 작업 기억, 반응 선택 및 목표 유지의 측면이 필요하기 때문에 인지 유연성의 참여 동안 활성 영역은 작업과 행동을 평가하는 데 사용되는 유연성에 관련된 다양한 요인에 따라 달라진다. 과제 전환 패러다임을 사용한 여러 연구는 인지 유연성에 관련된 네트워크의 복잡성을 입증했다. 관련 없는 작업 세트의 간섭을 해결하는 동안 등측 PFC의 활성화가 나타났다. 또 다른 연구는 스위치 유형의 추상성 수준이 참가자가 인지 세트 스위치, 반응 스위치 또는 자극 또는 지각 스위치를 만들도록 요청받았는지에 따라 PFC 내 다른 영역의 모집에 영향을 미쳤다는 것을 입증함으로써 이러한 결과를 더욱 확대했다. 세트 스위치는 WCST와 같이 작업 규칙 간에 전환해야 하며 가장 추상적인 스위치로 간주된다. 응답 스위치에는 오른쪽 버튼과 왼쪽 버튼 사각형 및 그 반대와 같은 서로 다른 응답 매핑이 필요하다. 마지막으로 자극 또는 지각 세트 스위치에는 원과 사각형 사이의 간단한 스위치가 필요하다. 활성화는 PFC 내에서 전방에서 후방까지의 방식으로 설정 스위치의 추상성 수준에 의해 매개되며, 설정 스위치에서 도출되는 가장 전방 활성화와 자극 또는 지각 스위치에서 비롯되는 가장 후방 활성화에 의해 매개된다. 기초신경절(basic ganglia)은 반응 선택 시 활성화되며, PPC는 하전두 접합부와 함께 도메인 일반 스위칭(domain general switching)이라 불리는 과제 세트의 표현 및 갱신 시 활성화된다.

### 발달
아이들은 인지 유연성의 전통적인 테스트를 사용하여 평가할 때 현저하게 융통성이 없을 수 있지만, 정신적 유연성과 관련된 많은 인지 과정과 그러한 능력의 다양한 발달 궤적을 고려할 때 이것은 놀라움으로 다가오지 않는다. 나이가 들면서 아이들은 일반적으로 인지 유연성이 증가하는데, 이것은 성인에게서 분명한 전두정맥 네트워크의 장기 발달의 산물일 가능성이 있고, 성숙한 시냅스 연결, 증가된 골수선, 출생부터 20대 중반까지 발생하는 지역적 회백질 부피가 있다.

### 결핍
인지 유연성의 감소는 거식증, 강박 신경증, 정신분열증, 자폐증과 같은 다양한 신경정신 질환과 ADHD를 앓고 있는 일부 사람들에게서 발견되었다. 이러한 각각의 장애는 인지적 경직성의 다양한 측면을 보여준다. 예를 들어, 강박장애를 가진 사람들은 운동 반응을 억제할 뿐만 아니라 주의 집중을 전환하는데 어려움을 겪는다. 자폐증을 가진 아이들은 종종 경쟁적인 반응에도 대응할 수 있는 능력을 유지하면서 변화하는 과제 상황에 적응하는데 있어서 결점이 있는 약간 다른 프로파일을 보여준다. 잠재적인 치료는 신경화학적 변조에 있을 수 있다. 거식증을 앓고 있는 청소년들은 세트 시프트 능력의 현저한 감소를 보였는데, 아마도 영양실조와 관련된 전전두피질의 불완전한 성숙과 관련이 있을 것이다. 또한 중독이 있는 사람들은 이전에 약물과 관련된 자극에 유연하게 반응할 수 없다는 점에서 인지 유연성이 제한적이라고 간주할 수 있다.

### 노화
노인들은 종종 인지 유연성의 부족을 겪는다. 노화된 뇌는 처리 속도 저하, 중추 감각 기능, 백색 물질 무결성, 그리고 뇌의 체적 변화를 겪는다. PFC 및 PC 위축과 같은 인지 유연성과 관련된 부위 또는 연령에 따라 축소되지만 젊은 개인에 비해 고령 개인에서 업무 관련 활성화가 더 크다. 이러한 혈류 증가는 위축으로 인해 혈류와 신진대사가 강화된다는 증거와 잠재적으로 관련이 있으며, 이는 fMRI를 통해 BOLD 반응 또는 혈액-산소 수치 의존성으로 측정된다. 연구 결과에 따르면 유산소 운동과 훈련은 잠재적으로 행정 기능의 저하와 싸우는 나이인 노인에 대한 개입으로 작용할 수 있는 소성 유도 효과를 가질 수 있다.

## 교육 및 일반 학습에 미치는 영향

### 교육 응용 프로그램
인지적 유연성과 기타 실행적 기능 기술은 교실 환경과 삶 모두에서 성공에 중요하다. 유치원 교실에서 위험에 처한 아동에 대한 인지적 개입의 영향을 조사하는 연구는 그러한 개입을 1~2년 동안 받은 아동이 또래 학생들보다 훨씬 우수한 성과를 보인다는 것을 발견했다. 통제 조건(학군에서 개발한 학습 능력 단위)에 무작위로 배정된 동갑내기 아동과 비교하여, 개입을 받은 미취학 아동은 억제 통제(자기 훈련), 인지 유연성 및 작업 기억력 테스트에서 85%의 정확도 점수를 얻었다. 반면에 대조군(개입 없음) 조건에서 동료들은 65%의 정확도만을 보여주었다. 이 연구에 참여한 교육자들은 궁극적으로 학군에서 개발한 커리큘럼 대신 인지 능력 훈련 기법을 시행하기로 결정했다.
교육에서 인지 유연성이 하는 역할을 더욱 잘 보여주는 것은 어떻게 학습되는지가 인지 구조의 본질과 형성에 큰 영향을 미친다는 주장이며, 이는 다시 학생들의 정보 저장 능력과 쉽게 접근할 수 있는 능력에 영향을 준다. 교육의 중요한 목표는 학생들이 학습한 것을 새로운 상황에 적절히 적용하고 적응할 수 있도록 돕는 것이다. 이것은 학문적 지침과 기대치에 관한 교육 정책에 인지적 유연성의 통합에 반영된다. 예를 들어, 고등학교 졸업률을 높이기 위해 개발된 표준 기반 교육 개혁인 '공통 핵심 국가 표준 구상(Common Core State Standards Initiative)'에서 요약한 바와 같이, 교육자들은 학생들이 콘텐츠 지식을 적용하여 깊은 개념적 이해를 보여줄 것을 요청함으로써 교실 내에서 "고수준 인지적 요구"를 제시할 것으로 예상된다. 새로운 상황에 대처하는 기술이 있다." 이 지침은 인지 유연성의 정수이며, 특히 정보가 복잡하고 비선형적인 분야에서 이해를 증진하기 위해 이 지침을 홍보하는 데 초점을 맞춘 교육 스타일이 관찰되었다. 그러한 자료가 지나치게 단순화된 방식으로 제시되고 학습자가 지식을 새로운 영역으로 이전하지 못하는 경우에 반례가 명백하다.

### 교육 및 커리큘럼 설계에 미치는 영향
인지적 유연성으로 알 수 있는 대안적 교육 접근법은 하이퍼텍스트이며, 이는 종종 컴퓨터 지원 지침이다. 컴퓨터를 사용하면 복잡한 데이터를 다차원적이고 일관된 형식으로 표시하여 사용자가 필요에 따라 해당 데이터에 액세스할 수 있다. 하이퍼텍스트의 가장 널리 사용되는 예는 인터넷이며, 인터넷에서는 상호 연결(예: 하이퍼링크)의 관점에서 동적으로 정보를 제공한다. 따라서 하이퍼텍스트 문서에는 노드(정보 비트)와 이러한 노드 간의 경로인 링크가 포함된다. 교사 교육 신청서는 비디오 교육에 기반한 교사 연수 세션을 포함하며, 초보 교사들은 마스터 교사가 읽고 쓰는 능력 워크숍을 진행하는 영상을 보았다. 이 예에서, 초보 교사들은 수업 내용에 대한 레이저 디스크를 받았는데, 이 문서는 학습자가 스스로 지휘하는 방식으로 콘텐츠에 액세스할 수 있게 해 주는 하이퍼텍스트 문서이다. 이러한 인지 유연성 하이퍼텍스트(CFH)는 학습자를 위해 "3차원" 및 "오픈 엔드" 형태의 자료 표현을 제공하여, 학습자가 새로운 정보를 통합하고 기존 지식과의 연결을 형성할 수 있도록 한다. 교육 도구로서 CFH의 유효성을 결정하기 위해 추가 연구가 필요하지만, 인지 유연성 이론이 이러한 방식으로 적용되는 강의실은 학생들이 도메인 전반에서 지식을 더 많이 전달할 수 있도록 하기 위해 가설을 세웠다.
이 분야의 연구원들은 집단 문제 해결 활동을 통합하고 보다 높은 수준의 사고를 요구하는 교육 방식을 옹호한다. 이 과정에 따르면, 교사는 처음에 여러 가지 방법으로 하나의 문제를 제기한다. 다음으로, 학생들은 문제를 선생님과 그들끼리 질문하면서 토론한다. 이러한 문제를 전달함에 있어 학생들은 적극적으로 브레인스토밍을 하고 사전 지식을 상기하고 있다. 이 시점에서, 교사는 논의된 문제의 구체적인 조건을 제공하며, 학생들은 해결책을 도출하기 위해 동료의 지식과 함께 사전 지식을 조정해야 한다.

### 강의실 이외의 학습 응용 프로그램
인지적 유연성과 비디오 게임의 연구에서 매우 다른 응용 프로그램을 볼 수 있다. 네덜란드 연구진은 1인칭 슈팅 게임(콜오브듀티, 배틀필드) 선수들이 비게이머보다 일련의 조치에서 더 큰 정신적 유연성을 보였다고 분석했다. 연구원들은 비디오 게임 플레이가 잦은 그래픽 콘텐츠로 인해 논란이 될 수 있지만, 그러한 게임의 효과를 활용하는 것은 다양한 인구(예: 인지 저하를 겪고 있는 노인)에서 유사한 이득을 가져올 수 있고 따라서 사회적으로 관련이 있다고 주장한다.
인지 능력을 향상시키려는 사람들을 대상으로 한 몇몇 온라인 프로그램은 인지 유연성을 포함한 "뇌 적합성"을 향상시키기 위해 만들어졌다.